# 김태형 (심리학자)
김태형(1965년 ~ )은 대한민국의 심리학자이다. 심리연구소 <함께>의 소장이다.

## 학력
- 고려대학교 심리학과 학사

- 고려대학교 대학원 임상심리학과 중퇴

## 저서
- 《대통령 선택의 심리학》. 원더박스. 2017년. ISBN 9788998602444
- 《노무현과 오바마가 꿈꾼세상》. 인간사랑. 2017년. ISBN 9788974183608